# Санта-Изабел-ду-Риу-Негру
Санта-Изабел-ду-Риу-Негру (порт. Santa Isabel do Rio Negro) — муниципалитет в Бразилии, входит в штат Амазонас. Составная часть мезорегиона Север штата Амазонас. Входит в экономико-статистический микрорегион Риу-Негру. Население составляет 18 146 человек на 2010 год. Занимает площадь 62 800,079 км². Плотность населения — 0,29 чел./км².

Санта-Изабел-ду-Риу-Негру на карте штата.

## География
На территории муниципалитета расположены две самые высокие вершины Бразилии пик Серро-де-ла-Неблина и пик 31 марта.

## Границы
Муниципалитет граничит:
- на севере —  Венесуэла
- на востоке —  муниципалитет Барселус
- на юге —  муниципалитет Мараан
- на юго-западе —  муниципалитет Жапура
- на западе —  муниципалитет Сан-Габриел-да-Кашуэйра

## Демография
Согласно сведениям, собранным в ходе переписи 2010 г. Национальным институтом географии и статистики (IBGE), население муниципалитета составляет:
| Полное население                               | Полное население                               | Полное население                               | Полное население                               | 18 146 |
| ---------------------------------------------- | ---------------------------------------------- | ---------------------------------------------- | ---------------------------------------------- | ------ |
| в том числе:                                   | Городское население                            | 6856                                           | Процент городского населения, %                | 37,78  |
|                                                | Сельское население                             | 11 290                                         | Процент сельского населения, %                 | 62,22  |
|                                                | Мужское население                              | 9322                                           | Процент мужского населения, %                  | 51,37  |
|                                                | Женское население                              | 8824                                           | Процент женского населения, %                  | 48,63  |
| Плотность населения, чел/км²                   | Плотность населения, чел/км²                   | Плотность населения, чел/км²                   | Плотность населения, чел/км²                   | 0,29   |
| Население муниципалитета в % к населению штата | Население муниципалитета в % к населению штата | Население муниципалитета в % к населению штата | Население муниципалитета в % к населению штата | 0,52   |

По данным оценки 2015 года, население муниципалитета составляет 22 404 жителя.

## Важнейшие населенные пункты
| № | Населённый пункт          | Населённый пункт (порт.)  | Категория         | Население чел. (2010) | На карте                       |
| - | ------------------------- | ------------------------- | ----------------- | --------------------- | ------------------------------ |
| 1 | Санта-Изабел-ду-Риу-Негру | Santa Isabel do Rio Negro | город             | 6856                  | 0°24′53″ ю. ш. 65°01′03″ з. д. |
| 2 | Ариабу                    | Ariabú                    | поселок           | 1097                  | 0°37′36″ с. ш. 66°07′35″ з. д. |
| 3 | Мая                       | Maia                      | индейская деревня | нет данных            | 0°30′00″ с. ш. 65°49′35″ з. д. |
| 4 | Поороа                    | Pohoroa                   | индейская деревня | нет данных            | 0°34′15″ с. ш. 65°14′54″ з. д. |
| 5 | Картушу                   | Cartucho                  | индейская деревня | нет данных            | 0°17′35″ ю. ш. 65°31′35″ з. д. |
| 6 | Боа-Виста                 | Boa Vista                 | индейская деревня | нет данных            | 0°20′03″ ю. ш. 65°23′44″ з. д. |
| 7 | Ильинья                   | Ilhinha                   | индейская деревня | нет данных            | 0°25′12″ ю. ш. 65°01′24″ з. д. |
| 8 | Кампина-ду-Риу-Прету      | Campina do Rio Preto      | индейская деревня | нет данных            | 0°06′17″ ю. ш. 64°06′32″ з. д. |